# Grunau Baby
Schneider Grunau Baby – seria jednomiejscowych szybowców zaprojektowanych w okresie międzywojennym przez Edmunda Schneidera.
Pierwszy szybowiec został zbudowany i oblatany w 1931 roku. Wyprodukowano ponad 6000 szybowców w różnych wariantach, co czyni go jednym z najliczniej produkowanych szybowców w historii. Oprócz Niemiec produkowany był także w kilkunastu innych krajach. Zaletami płatowca była prosta konstrukcja, wytrzymałość na przeciążenia i lądowanie na ziemnych lądowiskach.
Szybowiec został zaprojektowany jako mniejsza wersja Schneidera ESG 31, wyposażony w nowe eliptyczne skrzydła, podobne do konstrukcji firmy Akaflieg Darmstadt. Aerodyna była górnopłatem z wzmocnionym kokpitem. Założeniem konstruktora było zbudowanie płatowca zarówno do szkoleń, jak i akrobacji lotniczych.
Grunau Baby był wielkim sukcesem, promowanym przez mistrza szybownictwa – Wolfa Hirtha. Zmodernizowany model – Baby II powstał w 1932 roku po tragicznym wypadku pierwszej wersji. Wersja Baby II i ulepszona – Baby IIb były używane jako podstawowy szybowiec szkolny Deutscher Luftsportverband (później Nationalsozialistisches Fliegerkorps).
W 1941 roku 30 szybowców zbudowała Laminação Nacional de Metais, a później Companhia Aeronáutica Paulista w Brazylii pod nazwą „Alcatraz”. Podczas II wojny światowej Baby produkowany był we Francji (jako Nord 1300) i w Wielkiej Brytanii (jako Elliotts Baby EoN i Slingsby T5 – Slingsby użyło także kilku płatowców do opracowania własnych konstrukcji). Edmund Schneider wyjechał do Australii, gdzie kontynuował rozwój swoich szybowców. Efektem jego pracy były Baby 3 i Baby 4.